# Таппер, Джейк
Джейкоб Пол Таппер (род. 12 марта 1969 года) — американский журналист, писатель и карикатурист. Вашингтонский ведущий CNN, ведёт ежедневное телевизионное новостное шоу The Lead with Jake Tapper, соведущий воскресной утренней программы по связям с общественностью State of the Union.

## Биография
До прихода в CNN Таппер работал в ABC News в качестве старшего корреспондента Белого дома, где получил три Мемориальные награды Мерримана Смита от Ассоциации корреспондентов Белого дома. Таппер помог с освещением инаугурации президента Обамы, которая получила премию «Эмми» за выдающееся освещение в прямом эфире текущих новостей. Таппер был частью команды, которая была награждена премией Эдварда Р. Мерроу за видео: последние новости за «Цель бен Ладен: смерть врага общества № 1». Его книга «Аванпост: нерассказанная история американской доблести» дебютировала под номером 10 в ноябре 2012 года в Списке бестселлеров документальной литературы в твердом переплете по версии New York Times. Книга Таппера и его репортажи о ветеранах и войсках были процитированы, когда Общество почетной медали Конгресса наградило его премией «Текс» МакКрари за выдающиеся достижения в журналистике. Республиканские первичные дебаты, которые Таппер модерировал в сентябре 2015 года, привлекли более 23 миллионов зрителей, что сделало их самой просматриваемой программой в истории CNN и вторыми по популярности первичными дебатами за всю историю. Он также модерировал президентские дебаты республиканцев в Майами 10 марта 2016 года, которые привлекли почти 12 миллионов зрителей и, согласно Variety, «получили признание за их содержание».
Автор нескольких книг публицистики и детективов, в том числе бестселлера «The Outpost: An Untold Story of American Valor» (2012), трёх книг детективной серии «Charlie and Margaret Marder Mystery» и журналистского расследования «Первородный грех» (2025).